# Musikjahr 1667
Liste der Musikjahre

◄◄ | ◄ | 1663 | 1664 | 1665 | 1666 | Musikjahr 1667 | 1668 | 1669 | 1670 | 1671 | ► | ►►

Weitere Ereignisse
Dieser Artikel behandelt das Musikjahr 1667.

## Ereignisse
- 30. Januar: Die Uraufführung des musikalischen Dramas Atalanta von Johann Caspar von Kerll erfolgt in München.
- 06. November: Die Uraufführung des musikalischen Dramas Le pretensioni del sole von Johann Caspar von Kerll erfolgt in München.
- Cristofaro Caresana wird Organist und Sänger in der königlichen Kapelle und Leiter des Conservatorio S. Onofrio in Neapel.
- Das im Auftrag von Kurfürst Johann Georg II. von Sachsen erbaute Opernhaus am Taschenberg in Dresden wird nach rund dreijähriger Bauzeit von Baumeister Wolf Caspar von Klengel fertiggestellt.

## Instrumental- und Vokalmusik (Auswahl)
- Giovanni Bononcini – Cantatas, I-MOe Mus.F.1379
- Samuel Capricornus – Sonata à 8 in A minor
- Maurizio Cazzati – Canzonette a voce sola, libro 4, op. 43
- Paul Gerhardt – Geistliche Andachten, Berlin; darin:
  - Kommt und lasst uns Christum ehren
- Adam Krieger – Arien, Vol. 2
- Giovanni Legrenzi – Sacri e festivi concenti, op. 9
- Guillaume-Gabriel Nivers
  - 2e livre d’orgue contenant la messe et les hymnes de l’église, organ collection
  - Traité de la composition de musique
- Esaias Reusner – Delitiae Testudinis
- Giovanni Battista Vitali – Sonate a due violine e basso continuo, op. 2
- Johann Heinrich Schmelzer – Arie per il balletto à cavallo

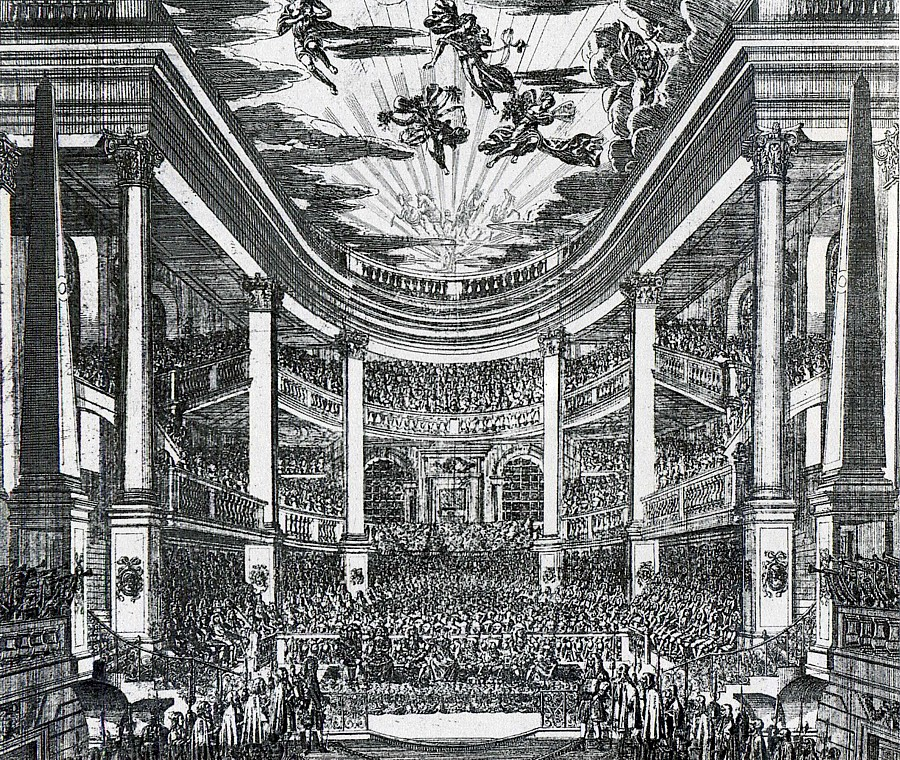
Opernhaus am Taschenberg in Dresden, Zuschauerraum (Kupferstich, 1678)

## Musiktheater
- Antonio Draghi – Vero amore fa soave ogni fatica
- Carlo Pallavicino – Il Meraspe

## Geboren

### Geburtsdatum gesichert
- 05. Januar: Antonio Lotti, italienischer Komponist († 1740)
- 05. Februar: Gottfried Reiche, deutscher Trompeter und Komponist († 1734)
- 21. Februar: Bartholomäus Crasselius, deutscher lutherischer Geistlicher und Kirchenlieddichter († 1724)
- 00. April: John Arbuthnot, schottischer Arzt, Mathematiker, Schriftsteller und Librettist († 1735)
- 24. September: Jean-Louis Lully, französischer Musiker und Komponist, Sohn von Jean-Baptiste Lully († 1688)
- 04. Dezember (getauft): Michel Pignolet de Montéclair, französischer Komponist († 1737)
- 15. Dezember: Ernst Ludwig, Landgraf von Hessen-Darmstadt und Komponist († 1739)
- 18. Dezember: Wenzel Ludwig von Radolt, österreichischer Adeliger, Komponist und Lautenist († 1716)

### Genaues Geburtsdatum unbekannt
- Johann Christoph Pepusch, deutscher Komponist († 1752)
- Matteo Sassano, gen. Matteuccio, italienischer Kastrat und Opernsänger († 1737)

### Geboren um 1667
- Maria Landini, italienische Opernsängerin († 1722)

## Gestorben

### Todesdatum gesichert
- 20. Februar: Zachariáš Zarevutius, slowakischer Komponist (* um 1605)
- 26. April: Cyriacus Wilche, deutscher Komponist (* um 1620)
- 02. Mai: George Wither, englischer Dichter und Librettist (* 1588)
- 6. oder 7. Mai: Johann Jakob Froberger, deutscher Komponist und Organist (* 1616)
- 18. Mai: Melchior Schildt, deutscher Komponist und Organist (* 1592 oder 1593)
- 31. August: Johann Rist, deutscher Dichter, Kirchenlieddichter und lutherischer Prediger (* 1607)
- 24. September: Michael Franck, deutscher Kirchenlieddichter (* 1609)
- 00. September: Francesco Manelli, italienischer Sänger, Kapellmeister und Komponist (* um 1595)
- 30. Oktober: Johann Jakob Wolleb der Ältere, Schweizer Organist, Theologe und Komponist (* 1613)
- 05. November: Franz Tunder, deutscher Komponist und Organist (* 1614)
- 16. November: Nathanael Schnittelbach, deutscher Komponist und Violinist (* 1633)

### Genaues Todesdatum unbekannt
- Johann Schop, deutscher Komponist (* um 1590)